# Rezerwat przyrody Zaborów im. W. Tyrakowskiego
Rezerwat przyrody Zaborów im. Witolda Tyrakowskiego – zamknięty dla ruchu turystycznego leśny rezerwat przyrody w Podkowie Leśnej utworzony 4 lipca 1984 na powierzchni 10,26 ha. Znajduje się w środku Lasu Nadarzyńskiego (Młochowskiego), przy drodze leśnej z Żółwina do Nadarzyna, ok. 3 km na płd.-wsch. od centrum Podkowy Leśnej. 
Chroni las grądowy z miejscami gniazdowania 26 gatunków ptaków, w tym tak rzadkich jak dzięcioł średni, dzięcioł czarny, muchołówka mała i grubodziób. Prócz nich żyją także: dzięcioł duży, krętogłów, pełzacz leśny, kowalik, sikora modra, sikora czarnogłowa, sikora bogatka. 18 gatunków ptaków gniazduje w dziuplach w licznych tu starych dębach, lipach i grabach.
Patronem rezerwatu jest Witold Tyrakowski (1915–1982) – przyrodnik, społecznik, działacz PTTK, autor ponad 20 publikacji o tematyce ochrony przyrody. Był inicjatorem stworzenia rezerwatów w Podkowie Leśnej: im. Hryniewieckiego i Parów Sójek oraz wielu pomników przyrody.